# Mekanprismat
Mekanprismat är en utmärkelse som instiftades i anslutning till Sveriges Mekanförbunds femtioårsjubileum år 1961. Enligt stadgarna för Mekanprismat skall denna utmärkelse förlänas personer som nedlagt utomordentliga förtjänster till främjande och utveckling av den svenska teknikindustrin och bör samtidigt innehas av högst tio personer.
Beslut rörande Mekanprismat fattas numera av Teknikföretagen.

## Innehavare av Mekanprismat
Nr 1 — 2014: Leif Östling, Scania CV AB — 2002: Knut Jacobsson, Atlet — 1967: Ebbe Svensson, Electrolux — 1961: Sigfrid Edström, ASEA
Nr 2 — 2021: Lena Treschow Torell  — 2003: Gunnar Randholm, Eldon AB — 1968: Nils Svensson, Götaverken — 1961: Lars Blume, Luth & Rosén El
Nr 3 — 2000: Anders Scharp — 1981: Hans Werthén, Electrolux —	1969: Victor Hasselblad, Hasselblads — 1961: Ragnar Liljeblad, ASEA
Nr 4 — 1998: H.K.H. Konung Carl XVI Gustaf — 1983: H.K.H. Prins Bertil — 1971: Marcus Wallenberg — 1961: Hilding Törnebohm, SKF
Nr 5 — 1999: Gunnar L Johansson, Volvo — 1977: Erik Johnsson, Atlas Copco — 1961: Alrik Björklund, Mekanförbundet
Nr 6 — 2009: Leif Johansson, Volvo — 1987: Lennart Johansson, SKF — 1981: Wilhelm Haglund, Sandvik — 1962: Hans von Kantzow, Kanthal
Nr 7 — 2006: Clas Åke Hedström, Sandvik — 1990: Sverker Sjöström, Saab-Scania — 1988: Hans Stahle, Alfa Laval — 1970: Gunnar Engellau, Volvo — 1962: Gustaf Larson, Volvo
Nr 8 — 2016: Sune Carlsson, 2007: Peter Wallenberg — 1985: Curt Nicolin, ASEA — 1974: Åke Vrethem, ASEA — 1964: Hans Torelli, LME
Nr 9 — 2009: Lennart Nilsson — 1979: Nils Lundqvist, Mekanförbundet  — 1965: Per Söderström, Volvo
Nr 10 — 1994: Björn Svedberg, Ericsson — 1967: Tryggve Holm, SAAB